# Charles Alphonse Armand Vanuytven
Charles Alphonse Armand Vanuytven OPraem (* 25. April 1880 in Geel, Belgien; † 18. März 1969) war ein belgischer Ordensgeistlicher und römisch-katholischer Apostolischer Vikar von Buta.

## Leben
Charles Alphonse Armand Vanuytven trat der Ordensgemeinschaft der Prämonstratenser bei und empfing am 28. Dezember 1903 das Sakrament der Priesterweihe. 
Am 25. April 1924 ernannte ihn Papst Pius XI. zum Titularbischof von Megara und zum Apostolischen Vikar von West-Uélé (später Buta). Der Bischof von Namur, Thomas Louis Heylen OPraem, spendete ihm am 11. September desselben Jahres die Bischofsweihe; Mitkonsekratoren waren der Weihbischof in Mecheln, Antoine Alphonse de Wachter, und der emeritierte Apostolische Vikar von Dänemark, Josef Ludwig Brems OPraem.
Charles Alphonse Armand Vanuytven trat im Dezember 1952 als Apostolischer Vikar von Buta zurück. Vanuytven nahm an allen vier Sitzungsperioden des Zweiten Vatikanischen Konzils teil.